# Paullinia pterocarpa
Paullinia pterocarpa är en kinesträdsväxtart som beskrevs av Triana & Planch.. Paullinia pterocarpa ingår i släktet Paullinia och familjen kinesträdsväxter. Inga underarter finns listade i Catalogue of Life.